# Heliolonche modicella
Heliolonche modicella är en fjärilsart som beskrevs av Augustus Radcliffe Grote 1873. Heliolonche modicella ingår i släktet Heliolonche och familjen nattflyn. Inga underarter finns listade i Catalogue of Life.